# Kaple svatého Huberta (Lednicko-valtický areál)
Kaple sv. Huberta v novogotickém slohu je nejmladší z drobných staveb v Lednicko-valtickém areálu v okrese Břeclav. Kaple je chráněna jako kulturní památka České republiky.

## Historie a popis
Trojboká, třemi gotickými oblouky prolomená kaple zaklenutá síťovou žebrovou klenbou byla postavena uprostřed Bořího lesa podle návrhu Georga Wingelmüllera (1810–1848) za vlády knížete Aloise II. z Lichtenštejna v roce 1855. Stavbě předcházely mnohaleté přípravy. Plány pocházejí z roku 1846, kámen na stavbu byl svážen od roku 1847. Stavbu realizoval po smrti architekta Jan Heidrich. U kaple se konaly slavnostní mše před zahájením lovu na den sv. Huberta.
Byla vystavěna z pískovcových kvádrů opatřených smyšlenými středověkými kamenickými značkami, které mají za úkol navodit pocit starobylosti stavby. Otevřenou kapli na půdorysu pravidelného trojúhelníku tvoří tři masivní pilíře spojené profilovanými lomenými oblouky. Hlavní římsa nese profilované zábradlí s atikou, v rozích jsou umístěné fiály s chrliči v podobě psa. Střecha kaple ve tvaru pravidelného jehlanu je zdobená dekorativními žebry a zakončena křížem.
Uprostřed kaple se nachází socha sv. Huberta, stojící na podstavci se sochami andělů. Autorem sochařské výzdoby je Franz Högler.

## Dostupnost
Kaple se nalézá na palouku v Bořím lese mezi Valticemi, Lednicí a Břeclaví. Kolem kaple prochází žlutě značená trasa z Břeclavi do Hlohovce a červeně značená trasa z Valtic do Lednice. Je volně přístupná.